# Руд и Сэм
«Руд и Сэм» — российская приключенческая комедия режиссёра Григора Гярдушяна с Арменом Джигарханяном и Александром Калягиным в главных ролях. Съёмки фильма проходили в Ленинском районе Московской области в пансионате-усадьбе «Суханово». Погони снимались на улицах города Коломна. Премьера состоялась 29 ноября 2007 года.

## Сюжет
Русская эмигрантка перед смертью сообщает своему сыну Жану, сотруднику Интерпола, о том, что его отец русский разведчик и живёт в России. Рудольф Карлович (бывший разведчик) и Семён Иванович (бывший работник министерства финансов) живут в российском доме престарелых и ничего не хотят менять.
Как-то раз в парке у пансионата они становятся свидетелями криминальной разборки, благодаря которой оказываются счастливыми обладателями кейса с пятью миллионами евро. Теперь они могут позволить себе всё! Даже знакомство с одинокой девушкой Машей, которой предлагают стать их внучкой. Но деньги принадлежат мафии, и теперь за ними охотятся криминальные структуры, ФСБ, МВД и Жан, у которого на то есть свои причины…
И начинаются головокружительные приключения, которым нет конца…

## В ролях
| Актёр              | Роль                                              |
| ------------------ | ------------------------------------------------- |
| Армен Джигарханян  | Рудольф «Руд» Карлович Давыдов                    |
| Александр Калягин  | Семён «Сэм» Иванович                              |
| Наталья Ионова     | Маша                                              |
| Виталий Емашов     | Жан, сын Руда                                     |
| Владимир Зайцев    | Валентин Александрович, директор дома престарелых |
| Мария Звонарёва    | Надежда Петровна, сотрудница соцзащиты            |
| Татьяна Лютаева    | Галина Сергеевна                                  |
| Оскар Кучера       | таксист                                           |
| Юрий Цурило        | босс                                              |
| Ольга Волкова      | Анна Романовна                                    |
| Дмитрий Павленко   | доктор                                            |
| Жан Даниэль        | управляющий ночным клубом                         |
| Виталий Абдулов    | старший охраны босса                              |
| Михаил Полицеймако | риелтор                                           |
| Алёна Горенко      | Ира                                               |